# I Heart Sharks
I Heart Sharks war eine deutsch-britische Band der Elektronischen Popmusik aus Berlin.

## Geschichte
Die Bandmitglieder, die aus New York City, London und Bayern stammen, trafen sich in ihrer gemeinsamen Wahlheimat Berlin und gründeten dort 2007 die Band I Heart Sharks. Die erste EP Wolves erschien im Juli 2010 bei dem Label Laserlaser im Vertrieb von Rough Trade. Im selben Jahr trat die Band beim Immergut Festival auf. 2011 veröffentlichte I Heart Sharks zunächst die Single Neuzeit auf AdP Records. Am 28. Oktober folgte dann das Album Summer, welches von der Band in Eigenregie aufgenommen und teilweise von Fans finanziert wurde. Im Januar 2018 gab die Band ihre Auflösung nach einer Abschiedstour bekannt. Das letzte Konzert fand am 15. September 2018 in Berlin statt.

## Stil
I Heart Sharks machen elektronische Musik, die als Elektropop oder Indietronic bezeichnet wird und zum Tanzen geeignet ist. Die Texte sind meist in englischer Sprache gehalten, lediglich bei dem Lied Neuzeit wird auch auf Deutsch mit einem starken Akzent gesungen. Verglichen wird der Stil von I Heart Sharks häufig mit dem der Band Friendly Fires.

I Heart Sharks, Live auf dem Utopia Island 2015
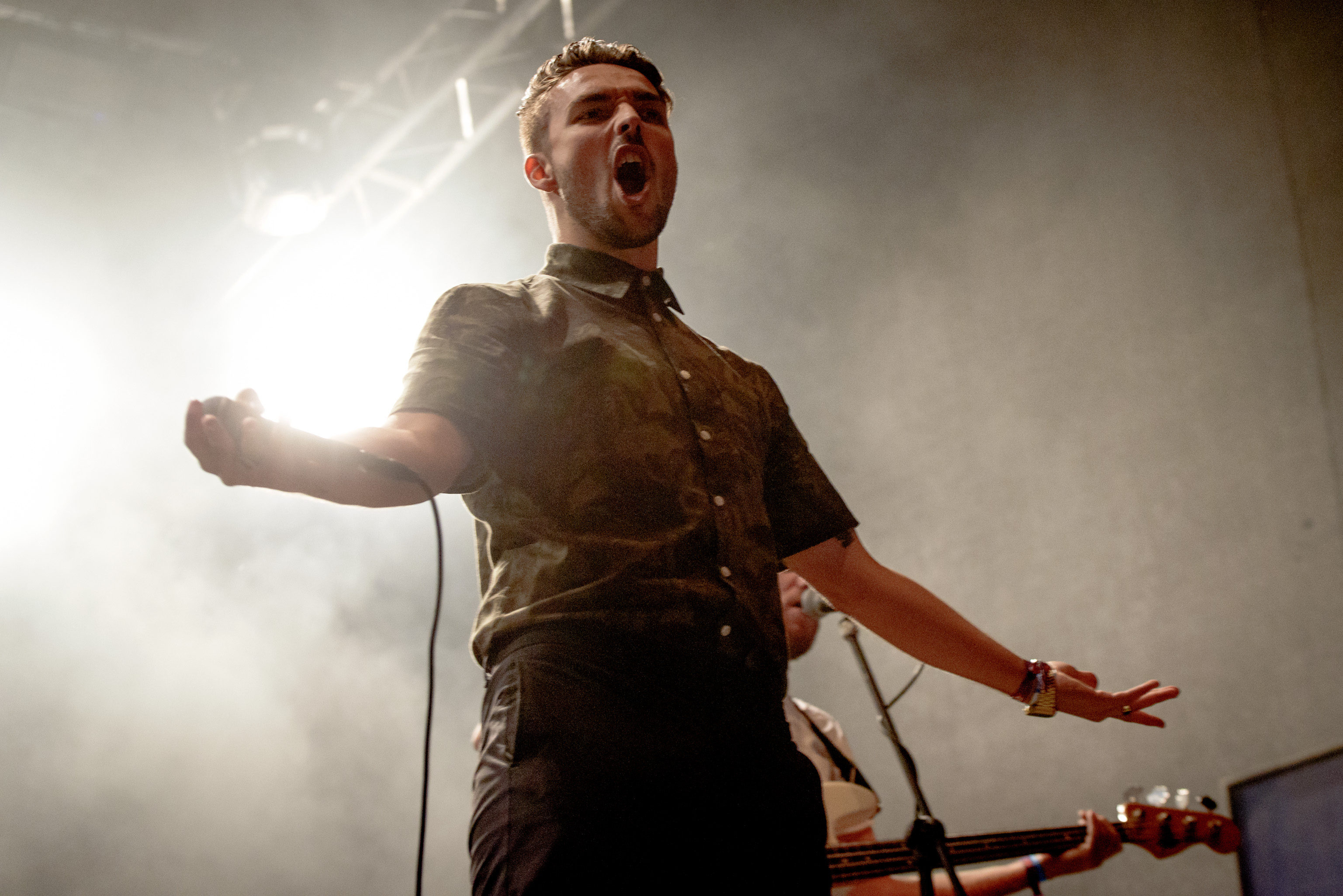
Pierre Bee
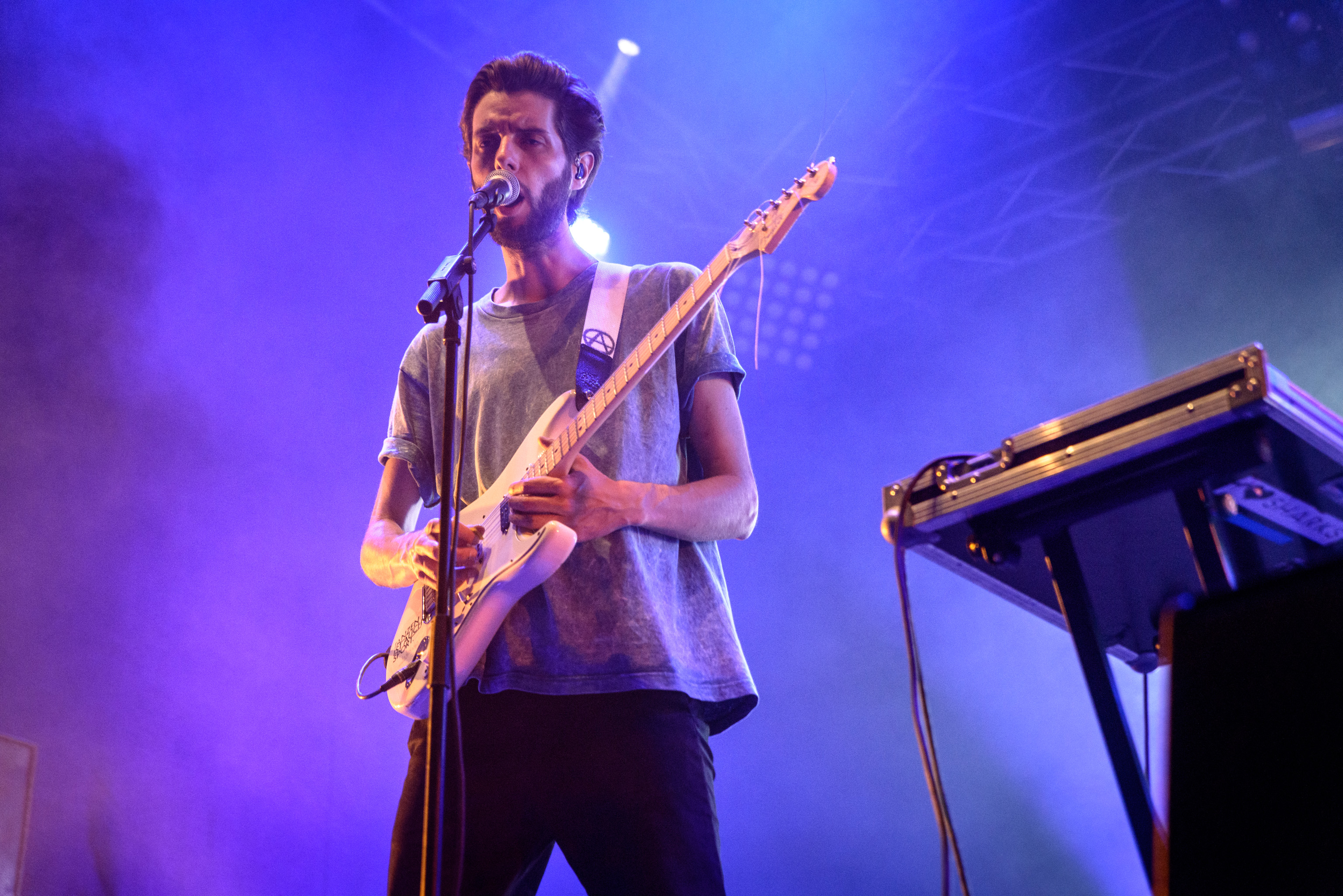
Simon Wangemann
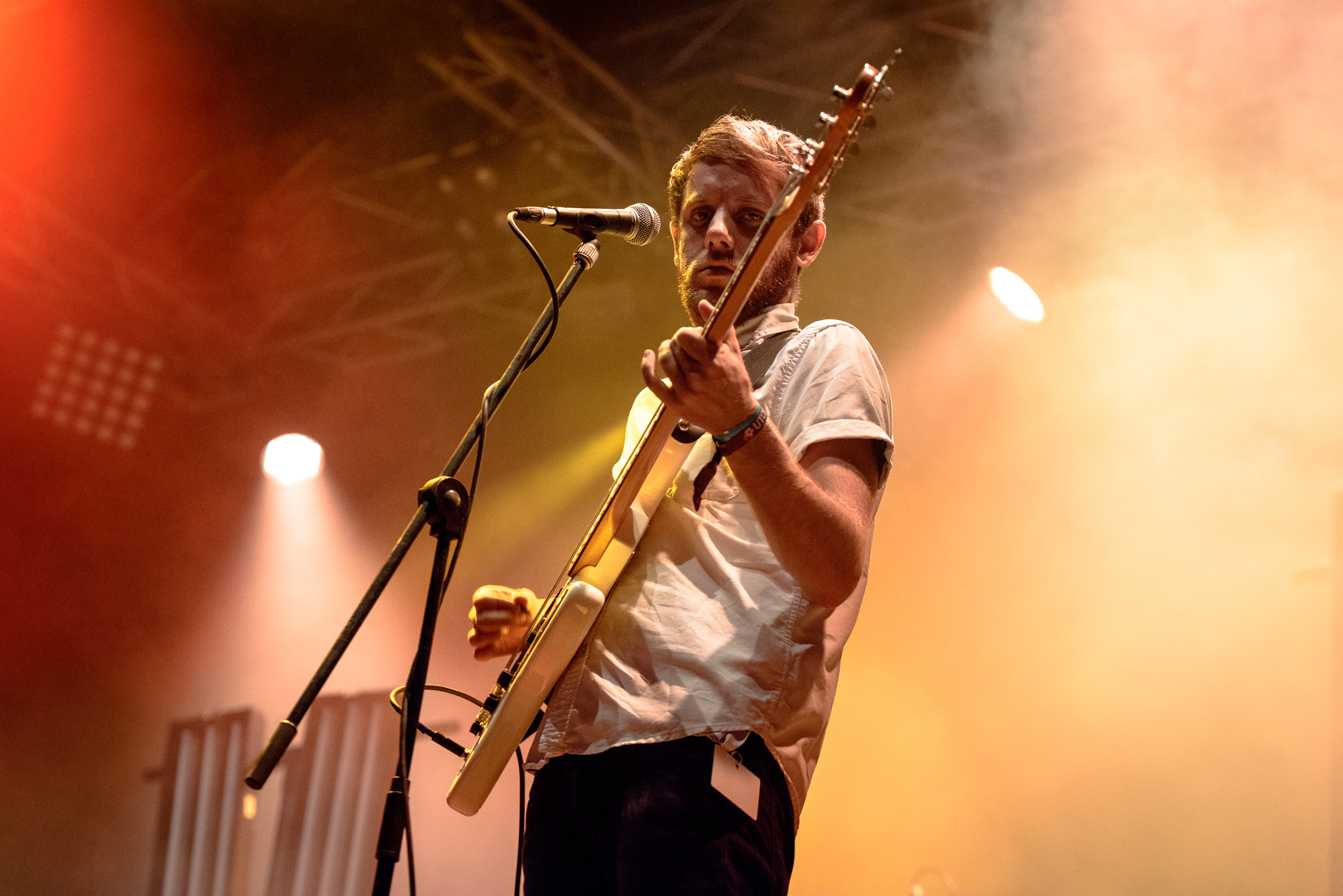

## Diskografie
Alben

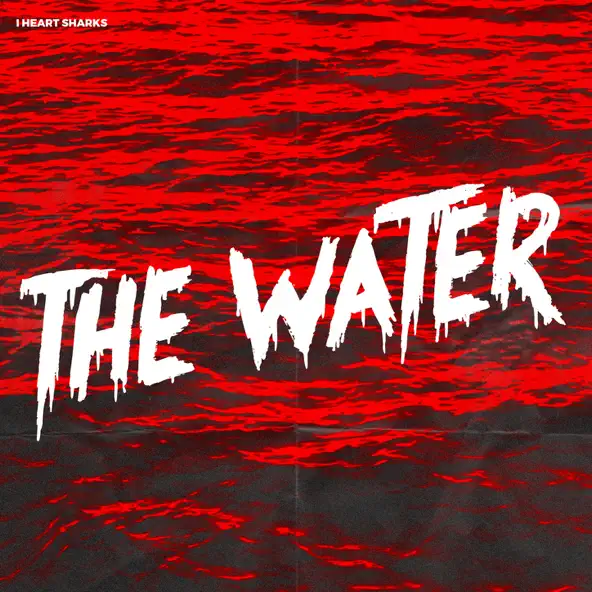
Frontcover zu The Water.

- 2011: Summer (AdP Records / Al!ve)
- 2014: Anthems (Polydor / Island Records)
- 2016: Hideaway (AdP Records)

Singles und EPs
- 2010: Wolves (Laserlaser / Rough Trade)
- 2011: Neuzeit (AdP Records / Al!ve)
- 2015: Hey Kid (AdP Records)
- 2017: The Water (AdP Records; feat. Madeline Juno)

Samplerbeiträge
- 2010: Wolves (listen to berlin 2010/11 (Berlin Music Commission))
- 2012: Neuzeit (King Kong Kicks Vol. 4 (Unter Schafen Records / Al!ve))